# Hesperocordulia berthoudi
Hesperocordulia berthoudi là loài chuồn chuồn trong họ Synthemistidae. Loài này được Tillyard mô tả khoa học đầu tiên năm 1911.